# Библиография Станислава Лема

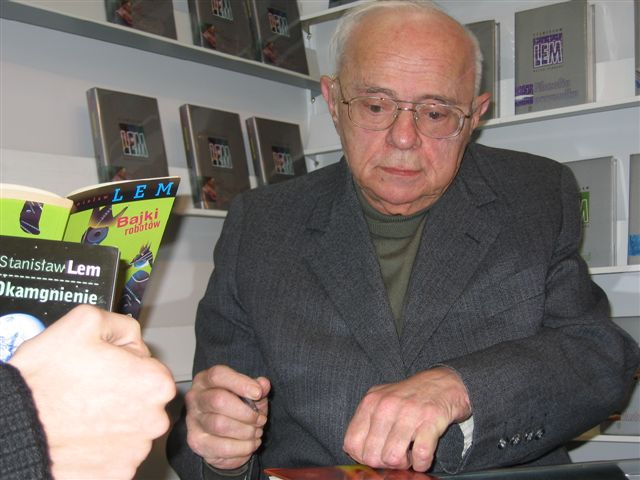
Станислав Лем, Краков, 30.10.2005

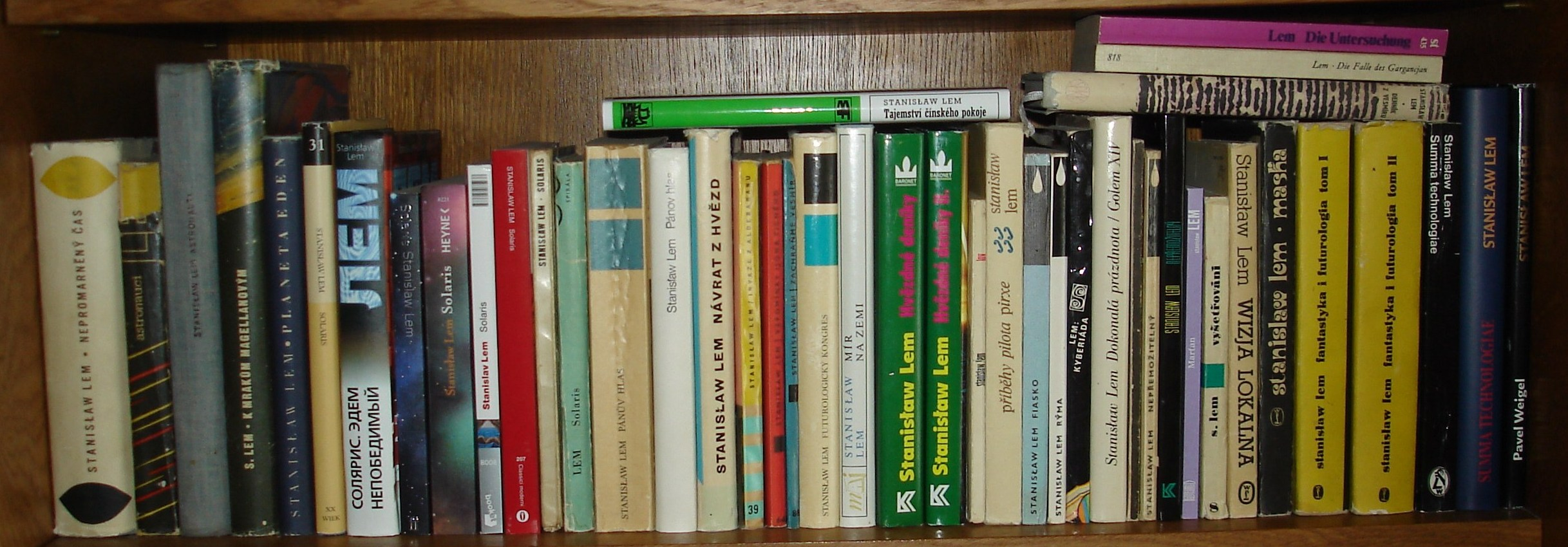
Стеллаж книг Станислава Лема

Стани́слав Лем (пол. Stanisław Lem; 12 сентября 1921, Львов, Польша — 27 марта 2006, Краков, Польша) — польский писатель, сатирик, философ, фантаст и футуролог. Его книги переведены на 40 языков, продано более 30 млн. экземпляров.
Станислав Лем писал о трудностях контакта с внеземными цивилизациями, далёкими от людей в технологическом и социальном плане, о будущем человечества. Более поздние работы посвящены также идеалистическому и утопическому обществу и проблемам существования человека в будущем мире. Помимо беллетристических произведений Лемом написано множество статей, касающихся футурологии, литературы, политики.
Первым опубликованным произведением Лема является небольшой роман «Человек с Марса» (издан в 1946). Последним крупным литературным произведением автора является роман «Фиаско» (1987), после которого Лем написал множество эссе и статей и всего лишь три рассказа.

## Романы
| Год издания | Название на русском языке   | Оригинальное название         | Год полного издания на русском языке |
| ----------- | --------------------------- | ----------------------------- | ------------------------------------ |
| 1946        | Человек с Марса             | Człowiek z Marsa              | 1998                                 |
| 1951        | Астронавты                  | Astronauci                    | 1957                                 |
| 1955        | Больница Преображения       | Szpital Przemienienia         | 1995                                 |
| 1955        | Магелланово облако          | Obłok Magellana               | 1960                                 |
| 1958        | Следствие (Расследование)   | Śledztwo                      | 1989                                 |
| 1959        | Эдем                        | Eden                          | 1966                                 |
| 1961        | Возвращение со звёзд        | Powrót z gwiazd               | 1965                                 |
| 1961        | Рукопись, найденная в ванне | Pamiętnik znaleziony w wannie | 1997                                 |
| 1961        | Солярис                     | Solaris                       | 1964                                 |
| 1964        | Непобедимый                 | Niezwyciężony                 | 1964                                 |
| 1966        | Высокий замок               | Wysoki zamek                  | 1969                                 |
| 1968        | Глас Господа (Голос неба)   | Głos Pana                     | 1994                                 |
| 1971        | Футурологический конгресс   | Kongres futurologiczny        | 1998                                 |
| 1976        | Насморк                     | Katar                         | 1978                                 |
| 1982        | Осмотр на месте             | Wizja lokalna                 | 1990                                 |
| 1985        | Мир на Земле                | Pokój na Ziemi                | 1991                                 |
| 1986        | Фиаско                      | Fiasko                        | 1991                                 |

1. ↑  Отрывок романа под названием «Звезда Земли» впервые был напечатан в 1955 году.
2. ↑  Вступление и последняя глава были опубликованы в 1958.
3. ↑  Отрывок романа под названием «Озот, Кресс или Герма?» впервые был напечатан в 1962 году.
4. ↑  Отрывки из романа публиковались в 1961—1963 годах под названиями «Соларис» и «Солярис».
5. ↑  Впервые на русском языке было опубликовано в 1970. В этом издании были исключены сцена расстрела евреев и рассуждения о гонке вооружений[7].
6. ↑  Издавались отрывки из романа под названиями: «Конгресс футурологов» (1972) и «Интеллектрическая история» (1986)
7. ↑  Отрывок из романа публиковался в 1977.

## Циклы повестей и рассказов

### «Сказки роботов»
«Сказки роботов» (пол. Bajki robotów) — серия рассказов, впервые опубликованная в 1964 г. в одноимённом сборнике (за исключением рассказа «Загадка»). В рассказах описывается фантастическая псевдо-средневековая вселенная, где место людей занимают роботы.
| Год издания | Название на русском языке                                      | Оригинальное название                             | Год полного издания на русском языке |
| ----------- | -------------------------------------------------------------- | ------------------------------------------------- | ------------------------------------ |
| 1964        | Три электрыцаря                                                | Trzej elektrycerze                                | 1965                                 |
| 1964        | Урановые уши                                                   | Uranowe uszy                                      | 1964                                 |
| 1964        | Как Эрг Самовозбудитель бледнотика одолел                      | Jak Erg Samowzbudnik Bladawca pokonał             | 1964                                 |
| 1964        | Сокровища короля Бискаляра                                     | Skarby krola Biskalara                            | 1965                                 |
| 1964        | Два чудовища                                                   | Dwa potwory                                       | 1993                                 |
| 1964        | Белая смерть (Конец Арагены)                                   | Biała śmierć                                      | 1965                                 |
| 1964        | Как Микромил и Гигациан разбеганию туманностей положили начало | Jak Mikromił i Gigacyan ucieczkę mgławic wszczęli | 1964                                 |
| 1964        | Сказка о цифровой машине, которая с драконом сражалась         | Bajka o maszynie cyfrowej, co ze smokiem walczyła | 1965                                 |
| 1964        | Советники короля Гидропса                                      | Doradcy króla Hydropsa                            | 1965                                 |
| 1964        | Друг Автоматея                                                 | Przyjaciel Automateusza                           | 1965                                 |
| 1964        | Король Глобарес и мудрецы                                      | Król Globares i mędrcy                            | 1993                                 |
| 1963        | Сказка о короле Мурдасе                                        | Bajka o królu Murdasie                            | 1993                                 |
| 1992        | Загадка                                                        | Zagadka                                           | 1993                                 |

### «Кибериада»
«Кибериада» (пол. Cyberiada) — серия философских притч, которые продолжают темы, поднятые в цикле «Сказки роботов». Рассказы публиковались в нескольких сборниках с 1964 по 1979 гг.
| Год издания                          | Название на русском языке | Оригинальное название | Год полного издания на русском языке |
| ------------------------------------ | --- | --- | ------------------------------------ |
| 1964                                 | Как уцелела Вселенная (Как уцелел мир) | Jak ocalał świat | 1964                                 |
| 1964                                 | Машина Трурля | Maszyna Trurla | 1965                                 |
| 1964                                 | Крепкая взбучка (Великое избиение, Подарок Трурля) | Wielkie lanie | 1965                                 |
| Семь путешествий Трурля и Клапауция: | | |                                      |
| 1965                                 | Путешествие первое, или Ловушка Гарганциана | Wyprawa pierwsza, czyli pułapka Gargancjana | 1965                                 |
| 1965                                 | Путешествие первое А, или Электрувер Трурля | Wyprawa pierwsza A, czyli Elektrybałt Trurla | 1967                                 |
| 1965                                 | Путешествие второе, или Какую услугу оказали Трурль и Клапауций царю Жестокусу                                                                                          | Wyprawa druga, czyli oferta króla Okrucyusza | 1976                                 |
| 1965                                 | Путешествие третье, или Вероятностные драконы. | Wyprawa trzecia, czyli smoki prawdopodobieństwa | 1976                                 |
| 1965                                 | Путешествие четвёртое, или О том, как Трурль женотрон применил, желая королевича Пантарктика от томления любовного избавить, и как потом к детомёту прибегнуть пришлось | Wyprawa czwarta, czyli o tym, jak Trurl kobietron zastosował, królewicza Pantarktyka od mąk miłosnych chcąc zbawić, i jak potem do użycia dzieciomiotu przyszło | 1976                                 |
| 1965                                 | Путешествие пятое, или О шалостях короля Балериона | Wyprawa piąta, czyli o figlach króla Baleryona | 1968                                 |
| 1965                                 | Путешествие пятое А, или Консультация Трурля | Wyprawa piąta A, czyli konsultacja Trurla | 1976                                 |
| 1965                                 | Путешествие шестое, или Как Трурль и Клапауций Демона Второго Рода создали, дабы разбойника Мордона одолеть                                                             | Wyprawa szósta, czyli jak Trurl i Klapaucjusz demona drugiego rodzaju stworzyli, aby zbójcę Gębona pokonać                                                      | 1976                                 |
| 1965                                 | Путешествие седьмое, или Как Трурля собственное совершенство к беде привело                                                                                             | Wyprawa siódma, czyli o tym, jak własna doskonałość Trurla do złego przywiodła                                                                                  | 1965                                 |
| 1965                                 | О королевиче Ферриции и королевне Кристалле | O królewiczu Ferrycym i królewnie Krystali | 1989                                 |
| 1965                                 | Сказка о трёх машинах-рассказчицах короля Гениалона | Bajka o trzech maszynach opowiadających króla Genialona | 1989                                 |
| 1965                                 | Альтруизин, или Правдивое повествование о том, как отшельник Добриций космос пожелал осчастливить и что из этого вышло                                                  | Altruizyna, czyli opowieść prawdziwa o tym, jak pustelnik Dobrycy Kosmos uszczęśliwić zapragnął i co z tego wynikło                                             | 1969                                 |
| 1971                                 | Собысчас (Блаженный) | Kobyszczę | 1989                                 |
| 1976                                 | Воспитание Цифруши | Edukacja Cyfrania | 1993                                 |
| 1979                                 | Повторение | Powtórka | 1990                                 |

1. ↑  Первое сокращённое издание под заголовком «Как был спасён королевич Пантарктик» опубликовано в 1965.
2. ↑  Отрывок под названием «Цевинна, рыцарь Креншлин и рыцарь Марлипонт» впервые опубликован в 1979 году.

### «Рассказы о пилоте Пирксе»
«Рассказы о пилоте Пирксе» (пол. Opowieści o pilocie Pirxie) — цикл научно-фантастических рассказов, объединённых общим главным героем — пилотом Пирксом. Рассказы совмещают серьёзные нравственные проблемы, увлекательные сюжеты и юмор. К циклу примыкает роман «Фиаско». Первое отдельное издание — 1968; дополненное, включающее рассказ «Ананке», в 1973.
| Год издания | Название на русском языке      | Оригинальное название | Год полного издания на русском языке |
| ----------- | ------------------------------ | --------------------- | ------------------------------------ |
| 1959        | Испытание                      | Test                  | 1960                                 |
| 1963        | Условный рефлекс (Лунная ночь) | Odruch warunkowy      | 1963                                 |
| 1959        | Патруль                        | Patrol                | 1961                                 |
| 1959        | Альбатрос                      | Albatros              | 1960                                 |
| 1961        | Терминус                       | Terminus              | 1962                                 |
| 1963        | Охота (Охота на Сэтавра)       | Polowanie             | 1965                                 |
| 1965        | Рассказ Пиркса                 | Opowiadanie Pirxa     | 1965                                 |
| 1965        | Несчастный случай              | Wypadek               | 1970                                 |
| 1968        | Дознание (Суд)                 | Rozprawa              | 1970                                 |
| 1971        | Ананке (Пиркс на Марсе)        | Ananke                | 1971                                 |

### «Звёздные дневники Ийона Тихого»
«Звёздные дневники Ийона Тихого» (пол. Dzienniki gwiazdowe) — цикл фантастических рассказов, посвящённых приключениям вымышленного героя — астронавта и исследователя космоса Ийона Тихого. Написаны с характерным для Лема юмором, часто гротескным, иногда — переходящим в горькую иронию, содержат элементы пародии на штампы фантастики, при этом затрагивают серьёзные вопросы науки, социологии, философии. Рассказы цикла имеют либо форму дневников, описывающих впечатления Ийона Тихого во время его путешествий, либо форму его же воспоминаний о прошедших событиях.
К циклу примыкают романы «Мир на Земле», «Осмотр на месте», «Футурологический конгресс», цикл «Из воспоминаний Ийона Тихого».
| Год издания | Название на русском языке                          | Оригинальное название         | Год полного издания на русском языке |
| ----------- | -------------------------------------------------- | ----------------------------- | ------------------------------------ |
| 1964        | Путешествие седьмое                                | Podróż siódma                 | 1965                                 |
| 1966        | Путешествие восьмое                                | Podróż ósma                   | 1976                                 |
| 1960        | Путешествие одиннадцатое                           | Podróż jedenasta              | 1966                                 |
| 1957        | Путешествие двенадцатое                            | Podróż dwunasta               | 1961                                 |
| 1956        | Путешествие тринадцатое                            | Podróż trzynasta              | 1976                                 |
| 1956        | Путешествие четырнадцатое                          | Podróż czternasta             | 1961                                 |
| 1971        | Путешествие восемнадцатое                          | Podróż osiemnasta             | 1973                                 |
| 1971        | Путешествие двадцатое                              | Podróż dwudziesta             | 1976                                 |
| 1971        | Путешествие двадцать первое                        | Podróz dwudziesta pierwsza    | 1990                                 |
| 1954        | Путешествие двадцать второе (Миссионеры в космосе) | Podróż dwudziesta druga       | 1955                                 |
| 1954        | Путешествие двадцать третье (В гостях у бжутов)    | Podróż dwudziesta trzecia     | 1960                                 |
| 1953        | Путешествие двадцать четвёртое                     | Podróż dwudziesta czwarta     | 1961                                 |
| 1954        | Путешествие двадцать пятое                         | Podróż dwudziesta piąta       | 1961                                 |
| 1954        | Путешествие двадцать шестое                        | Podróż dwudziesta szósta      | 1961                                 |
| 1966        | Путешествие двадцать восьмое                       | Podróż dwudziesta ósma        | 1969                                 |
| 1999        | Последнее путешествие Ийона Тихого                 | Ostatnia podróż Ijona Tichego | 2000                                 |
| 1983        | О выгодности дракона                               | Pożytek ze smoka              | 1991                                 |

1. ↑  Сокращённый перевод под названием «147 вихрей» был опубликован в 1964.
2. ↑  Сокращённые переводы публиковались в 1970.
3. ↑  Сокращённый перевод был опубликован в 1973.
4. ↑  В 1966 году «Путешествие двадцать шестое» исключено автором из состава «Звёздных дневников».
5. ↑  Рассказ был написан в 1983, но на языке оригинала впервые опубликован в 1993.

### «Из воспоминаний Ийона Тихого»
«Из воспоминаний Ийона Тихого» (пол. Ze wspomnień Ijona Tichego) — цикл фантастических рассказов, посвящённых приключениям космонавта Ийона Тихого. Цикл состоит из 9-ти рассказов, повествующих о приключениях И. Тихого на Земле (кроме «Спасём Космос!»).
| Год издания | Название на русском языке                                            | Оригинальное название                             | Год полного издания на русском языке |
| ----------- | -------------------------------------------------------------------- | ------------------------------------------------- | ------------------------------------ |
| 1960        | Из воспоминаний Ийона Тихого: I. Странные ящики профессора Коркорана | Ze wspomnień Ijona Tichego: I. Profesor Corcoran  | 1963                                 |
| 1960        | Из воспоминаний Ийона Тихого: II. Открытие профессора Декантора      | Ze wspomnień Ijona Tichego: II. Profesor Decantor | 1963                                 |
| 1960        | Из воспоминаний Ийона Тихого: III. Профессор Зазул                   | Ze wspomnień Ijona Tichego: III. Profesor Zazul   | 1963                                 |
| 1961        | Из воспоминаний Ийона Тихого: IV. Пропавшая машина времени           | Ze wspomnień Ijona Tichego: IV. Fizyk Molteris    | 1962                                 |
| 1962        | Из воспоминаний Ийона Тихого: V. Стиральная трагедия                 | Ze wspomnień Ijona Tichego: V. Tragedia pralnicza | 1962                                 |
| 1964        | Клиника доктора Влипердиуса                                          | Zakład doktora Vliperdiusa                        | 1965                                 |
| 1964        | Доктор Диагор                                                        | Doktor Diagoras                                   | 1967                                 |
| 1964        | Спасём Космос! (открытое письмо Ийона Тихого)                        | Ratujmy kosmos (List otwarty Ijona Tichego)       | 1965                                 |
| 1976        | Профессор А. Донда                                                   | Profesor A. Dońda                                 | 1988                                 |

1. ↑  Сокращённый вариант под названием «Бессмертная душа» был впервые опубликован в 1962.

### «Абсолютная пустота»
«Абсолютная пустота» (пол. Doskonała próżnia) — сборник рассказов, которые объединены тем, что представляют собой рецензии на несуществующие книги. Полностью вымышленными являются также авторы этих книг. Впервые сборник полностью издан в 1971 г.
| Год издания | Название на русском языке | Оригинальное название                                                       | Год полного издания на русском языке |
| ----------- | --- | --------------------------------------------------------------------------- | ------------------------------------ |
| 1971        | Абсолютная пустота (Идеальный вакуум)                                                                                                  | Doskonała próżnia                                                           | 1975                                 |
| 1971        | Робинзонады | Marcel Coscat: «Les Robinsonades»                                           | 1993                                 |
| 1970        | «Гигамеш» Патрика Хэннэхэна | Patrik Hannahan: «Gigamesh»                                                 | 1974                                 |
| 1971        | Сексотрясение | Simon Merrill: «Sexplosion»                                                 | 1988                                 |
| 1970        | Альфред Целлерман. «Группенфюрер Луи XVI»                                                                                              | Alfred Zellerman: «Gruppenfürer Louis XVI»                                  | 1973                                 |
| 1971        | Ничто, или Последовательность | Solange Marriot: «Rien du tout, ou la consequence»                          | 1995                                 |
| 1971        | «Перикалипсис» Иоахима Ферзенгельда | Joachim Fersengeld: «Perykalypsis»                                          | 1973                                 |
| 1971        | Идиот | Gian Carlo Spallanzani: «Idiota»                                            | 1989                                 |
| 1971        | Сделай книгу сам (Пишите книги сами)                                                                                                   | «Do Yourself a Book»                                                        | 1979                                 |
| 1970        | Куно Млатье. «Одиссей из Итаки» | Kuno Mlatje: «Odys z Itaki»                                                 | 1972                                 |
| 1971        | Ты | Raymond Seurat: «Toi»                                                       | 1995                                 |
| 1970        | Корпорация «Бытие» (Э. Уэйнрайт. «Being inc.»)                                                                                         | Alistar Waynewright: «Being Inc.»                                           | 1972                                 |
| 1970        | Вильгельм Клоппер. «Культура как ошибка»                                                                                               | Wilhelm Klopper: «Die Kultur als Fehler»                                    | 1976                                 |
| 1971        | Цезарий Коуска. «Dе impossibilitate vitae»; «De impossibilitate prognoscendi» (О невозможности жизни; О невозможности прогнозирования) | Cesar Kouska: «De Impossibilitate Vitae»; «De Impossibilitate Prognoscendi» | 1975                                 |
| 1974        | Не буду служить (Не буду прислуживать)                                                                                                 | Arthur Dobb: «Non serviam»                                                  | 1995                                 |
| 1971        | Альфред Теста. «Новая космогония» | Alfred Testa: «Nowa Kosmogonia»                                             | 1976                                 |

1. ↑  Рецензия публиковалась в сокращённом виде под названиями: «О книге Бенедикта Коуски „Предисловие к автобиографии“» (1971) и «Ещё одна рецензия» (1972)

### «Мнимая величина»
«Мнимая величина» (пол. Wielkość urojona) впервые издана польским издательством «Wydawnictwa Czytelnik» в 1973 году. Состоит из предисловий к вымышленным книгам и рекламного проспекта к вымышленной же «Экстелопедии Вестранда». Продолжает серию «литературных мистификаций», начатую Лемом в книге «Абсолютная пустота».
| Год издания | Название на русском языке              | Оригинальное название                          | Год полного издания на русском языке |
| ----------- | -------------------------------------- | ---------------------------------------------- | ------------------------------------ |
| 1973        | Цезарий Стшибиш. Некробии.             | Cezary Strzybisz: «Necrobie»                   | 1992                                 |
| 1973        | Реджинальд Гулливер. Эрунтика          | Reginald Gulliwer: «Eruntyka»                  | 1975                                 |
| 1973        | История бит-литературы в пяти томах    | Juan Rambellais… Historia literatury bitycznej | 1995                                 |
| 1973        | Экстелопедия Вестранда в 44 магнетомах | Ekstelopedia Vestranda w 44 magnetomach        | 1978                                 |
| 1973        | Голем XIV                              | Golem XIV                                      | 1980                                 |

### «Библиотека XXI века»
«Библиотека XXI века» (пол. Biblioteka XXI wieku) впервые издана в 1986 году. Книга продолжает литературные мистификации, начатые в серии «Абсолютная пустота».
| Год издания | Название на русском языке                                                                                               | Оригинальное название                                                  | Год полного издания на русском языке |
| ----------- | --- | ---------------------------------------------------------------------- | ------------------------------------ |
| 1980        | Провокация | Prowokacja                                                             | 1985                                 |
| 1982        | Одна минута (Одна минута человечества)                                                                                  | Jedna minuta                                                           | 1988                                 |
| 1983        | Созидательный принцип уничтожения. Мир как Холокост (Принцип разрушения как творческий принцип. Мир как всеуничтожение) | Das kreative Vernichtungsprinzip. The World as Holocaust               | 2002                                 |
| 1983        | Системы оружия двадцать первого века, или Эволюция вверх ногами                                                         | Weapon System of the Twenty First Century or The Upside-down Evolution | 1989                                 |

## Повести и рассказы, не вошедшие в циклы
| Год издания | Название на русском языке    | Оригинальное название                            | Год полного издания на русском языке |
| ----------- | ---------------------------- | ------------------------------------------------ | ------------------------------------ |
| 1946        | Гауптштурмфюрер Кестниц      | Hauptsturmführer Koestnitz                       | 2012                                 |
| 1946        | Аванпост                     | Placówka                                         | 2012                                 |
| 1946        | Новый                        | Nowy                                             | 2012                                 |
| 1946        | День Д                       | D-Day                                            | 2012                                 |
| 1946        | КВ-1                         | KW-1                                             | 2012                                 |
| 1946        | Встреча в Колобжеге          | Spotkanie w Kołobrzegu                           | 2012                                 |
| 1946        | Чужой                        | Obcy                                             | 2012                                 |
| 1946        | История одного открытия      | Dzieje jednego odkrycia (Dzieje pewnego pomyslu) | 2012                                 |
| 1947        | Атомный город                | Miasto atomowe                                   | 2012                                 |
| 1947        | Человек из Хиросимы          | Człowiek z Hiroshimy                             | 2012                                 |
| 1947        | Сад тьмы                     | Ogród ciemności                                  | 2012                                 |
| 1947        | «Фау» над Лондоном           | V nad Londynem                                   | 2012                                 |
| 1947        | План «Анти-„Фау“»            | Plan anti-V                                      | 2012                                 |
| 1948        | Трест твоих грёз             | Trust Twoich Marzeń                              | 2012                                 |
| 1948        | История о высоком напряжении | Historia o wysokim napięciu                      | 2012                                 |
| 1955        | Операция «Рейнгард»          | Operation Reinhardt                              | 2012                                 |
| 1955        | Дежурство доктора Тшинецкого | Dyżur doktora Trzynieckiego                      | 2012                                 |
| 1947        | Конец света в восемь часов   | Koniec świata o ósmej                            | 1974                                 |
| 1954        | Клиент бога                  | Klient Panaboga                                  | 1960                                 |
| 1954        | Хрустальный шар              | Kryształowa kula                                 | 1960                                 |
| 1954        | ЭСИП (ЭСИД)                  | Electronic Subversive Ideas Detector             | 1961                                 |
| 1956        | Крыса в лабиринте            | Szczur w labiryncie                              | 1963                                 |
| 1957        | Автоинтервью                 | Autowywiad                                       | 1965                                 |
| 1958        | Вторжение                    | Inwazja                                          | 1960                                 |
| 1958        | Друг                         | Przyjaciel                                       | 1960                                 |
| 1959        | Вторжение с Альдебарана      | Inwazja z Aldebarana                             | 1960                                 |
| 1959        | Молот                        | Młot                                             | 1960                                 |
| 1959        | Темнота и плесень            | Ciemność i pleśń                                 | 1960                                 |
| 1959        | Исход (Exodus)               | Exodus                                           | 1960                                 |
| 1961        | Формула Лимфатера            | Formuła Lymphatera                               | 1962                                 |
| 1964        | Правда                       | Prawda                                           | 1966                                 |
| 1965        | Два молодых человека         | Dwóch młodych ludzi                              | 1965                                 |
| 1972        | 137 секунд                   | 137 sekund                                       | 1973                                 |
| 1976        | Маска                        | Maska                                            | 1976                                 |
| 1983        | Моя жизнь                    | Mein Leben                                       | 1990                                 |
| 1996        | Матрас                       | Materac                                          | 2001                                 |
| 1996        | Питавали XXI века            | Pitavale XXI wieku                               | 2001                                 |

1. ↑  фрагмент романа «Wśród umarłych» (из трилогии «Неутраченное время»)
2. ↑  фрагмент романа «Powrót» (из трилогии «Неутраченное время»)
3. ↑  В сокращённом варианте. Полностью рассказ на русском языке не публиковался.
4. ↑  Рассказ был опубликован в сокращённом виде в 1955 под названием «Эсид — машина по проверке лояльности».
5. ↑  Рассказ с сокращениями был опубликован в 1964 под названием «Рецептура».
6. ↑  Рассказ был опубликован в сокращённом виде в 1972.

## Пьесы
| Год издания                   | Название на русском языке                                           | Оригинальное название               | Год полного издания на русском языке |
| ----------------------------- | ------------------------------------------------------------------- | ----------------------------------- | ------------------------------------ |
| 1955                          | Существуете ли вы, мистер Джонс?                                    | Czy Pan istnieje, Mr. Johns?        | 1958                                 |
| 1963                          | Верный робот                                                        | Wierny robot                        | 1965                                 |
| 1971                          | Слоёный пирог (Бутерброд, Мозаика)                                  | Przekładaniec                       | 1972                                 |
| 1976                          | Лунная ночь                                                         | Noc księżycowa                      | 1988                                 |
| Пьесы о профессоре Тарантоге: |                                                                     |                                     |                                      |
| 1963                          | Путешествие профессора Тарантоги (Путешествия профессора Тарантоги) | Wyprawa profesora Tarantogi         | 1964                                 |
| 1963                          | Чёрная комната профессора Тарантоги                                 | Czarna komnata profesora Tarantogi  | 1968                                 |
| 1963                          | Странный гость профессора Тарантоги                                 | Dziwny gość profesora Tarantogi     | 1965                                 |
| 1975                          | Приёмные часы профессора Тарантоги                                  | Godzina przyjęć profesora Tarantogi | 1994                                 |

1. ↑  Сокращённый вариант был опубликован в 1957.
2. ↑  Под названием «Лунная ночь» в русском переводе также издавался рассказ «Условный рефлекс» из цикла «Рассказы о пилоте Пирксе».
3. ↑  Сокращённый вариант был опубликован в 1987.

## Философия, футурология и публицистика
| Год издания | Название на русском языке               | Оригинальное название       | Год полного издания на русском языке |
| ----------- | --------------------------------------- | --------------------------- | ------------------------------------ |
| 1957        | Диалоги                                 | Dialogi                     | 2005                                 |
| 1964        | Сумма технологии                        | Summa technologiae          | 1968                                 |
| 1968        | Философия случая                        | Filozofia przypadku         | 2007                                 |
| 1970        | Фантастика и футурология                | Fantastyka i futurologia    | 2004                                 |
| 1996        | Тайна китайской комнаты (сборник эссе)  | Tajemnica chińskiego pokoju | 2004                                 |
| 1999        | Мегабитовая бомба (сборник эссе)        | Bomba megabitowa            | 2004                                 |
| 2000        | Мгновения (сборник эссе)                | Okamgnienie                 | 2004                                 |
| 2003        | Мой взгляд на литературу (сборник эссе) | Mój pogląd na literaturę    | 2009                                 |
| 2006        | Раса хищников (сборник фельетонов)      | Rasa drapieżców             | 2008                                 |

1. ↑  В 1973 году вышло дополненное издание.
2. ↑  Главы из работы публиковались в 1965—1966 годах.
3. ↑  Глава из работы публиковалась в 1985.

## Произведения, не изданные на русском языке[17]
| Год издания | Оригинальное название                                                                                | Примечание                                                                                                  |
| ----------- | --- | --- |
| 1975        | Wiersze młodzieńcze                                                                                  | сборник юношеских стихов                                                                                    |
| 2001        | Dyktanda czyli… w jaki sposób wujek Staszek wówczas Michasia — dziś Michała — uczył pisać bez błędów | сборник диктантов, которые Станислав Лем надиктовал племяннику своей жены Михалу Зыху (Michał Zych) в 1970. |